# Pero muricolor
Pero muricolor är en fjärilsart som beskrevs av George Duryea Hulst 1896. Pero muricolor ingår i släktet Pero och familjen mätare. Inga underarter finns listade i Catalogue of Life.